# Самедов, Алибек Крымханович
Алибек Крымханович Самедов (азерб. Əlibəy Səmədov; с. Сабнова, Дербентский район, Дагестанская АССР,  РСФСР, СССР) — азербайджанский тяжелоатлет, участник Олимпийских игр.

## Спортивная карьера
В августе 2004 года принимал участие на Олимпиаде в Афинах, где занял 15 место. В апреле 2007 года во французском Страсбуре принимал участие на чемпионате Европы. В сентябре 2007 года принимал участие на чемпионате мира в таиландском Чиангмае. В апреле 2008 года в итальянском городе Линьяно-Саббьядоро участвовал на чемпионате Европы. В конце мая 2010 года стал чемпионом Азербайджана. В ноябре 2011 года попал в заявку сборной Азербайджана на чемпионат мира в Париж.

## Спортивные результаты
- Чемпионат мира по тяжёлой атлетике среди юниоров 1998 — 16;
- Чемпионат мира по тяжёлой атлетике среди юниоров 2000 — 5;
- Чемпионат мира по тяжёлой атлетике среди юниоров 2001 — 7;
- Чемпионат мира по тяжёлой атлетике 2002 — б/м;
- Чемпионат мира по тяжёлой атлетике 2003 — 21;
- Олимпийские игры 2004 — 15;
- Чемпионат мира по тяжёлой атлетике 2007 — 18;
- Чемпионат Европы по тяжёлой атлетике 2008 — 8;
- Чемпионат Европы по тяжёлой атлетике 2009 — 9;
- Чемпионат мира по тяжёлой атлетике 2009 — 10;
- Чемпионат Азербайджана по тяжёлой атлетике 2010 — ;
- Чемпионат мира по тяжёлой атлетике 2010 — б/м;